# Eleição municipal de Palhoça em 2016
A Eleição municipal de Palhoça em 2016 ocorreu no dia 2 de outubro para a escolha, por parte da população eleitora (114 060 de pessoas), de 1 (um) prefeito, 1 (um) vice-prefeito e de 17 (dezessete) vereadores. Houve 6 (seis) candidatos para assumir o cargo de prefeito e 234 (duzentos e trinta e quatro) candidatos à vereador de Palhoça.
Teve como resultado da eleição Camilo Martins (PSD) reeleito como prefeito, com 63,12% dos votos (um total de 51.267 votos), e seu vice Amaro Junior (PMDB). O candidato Odílio Jose de Sousa (Pai do Ivon) (PPS) e sua vice Vanessa Barros ficou em segundo lugar, recebendo 14.487 votos, que corresponde a 17,84% dos votos validos.
As pessoas escolhidas para ocuparem o cargo de vereadores foram: Fabinho Coelho (PP), Pitanta (DEM), Moraes (PP), Joel Pakão (PSB), Jean Negão (PP), Rosiney Horácio (PSD), Tavinho (PMDB), Nelsinho Martins Assist Social (PSD), Rodrigo Quintino (PSB), Adelino Keka (PMDB), Bala (PSD), Neném do Bertilo (PSD), Elton (PMDB), Zana (PSB), Luciano Pereira (PSB), Marquinho do Pacheco (PEN) e André Xavier (PR).
Palhoça tem 157.833 mil habitantes e 114.060 eleitores.

## Antecedentes
Camilo Martins é advogado e ex-procurador da Câmara Municipal de Palhoça, em 2012, com 32 anos, foi eleito prefeito de Palhoça.O politico foi o segundo colocado, com 58,26% de 24.260 votos validos. Ivon de Souza do PSDB (Partido da Social Democracia Brasileira), foi o mais votado, mas teve sua candidatura impugnada Tribunal Regional Eleitoral de Santa Catarina. Desta forma, se tornou o prefeito mais jovem do município de Palhoça e do estado de Santa Catarina.
Odílio José de Souza é pai do Ivon de Souza, candidato a prefeito, mais votado nas eleições de municipais de 2012, mas que teve sua candidatura impugnada e recurso negado pelo TSE.Odílio já foi prefeito de Palhoça da década de 1970.

## Polêmicas
Em 2016, o prefeito em exercício e candidato a reeleição, Camilo Martins (PSD), aumentou o próprio salário em 40%, passando de 14 mil reais para 20 mil reais. Os secretários municipais tiveram um reajuste salarial de 45%, elevando os recebimentos de 7 mil reais para 11 mil reais. O aumento foi autorizado pela Câmara em em julho de 2015, na época, Camilo disse que vetaria o projeto. Não vetou e autorizou os aumentos.

## Candidatos a prefeito
| Nº | Candidato            | Partido | Vice-candidato          | Partido | Coligação |
| -- | -------------------- | ------- | ----------------------- | ------- | --- |
| 10 | Anderson - Jiraya    | PRB     | Robson                  | PSDB    | Mudando de verdade Partido Republicano Brasileiro (PRB) Partido Trabalhista Brasileiro (PTB) Partido da Social Democracia Brasileira (PSDB) Partido Republicano Progressista (PRP) |
| 55 | Camilo Martins       | PSD     | Amaro Junior            | PMDB    | Palhoça sempre melhor Partido Social Democrático (PSD) Partido do Movimento Democrático Brasileiro (PMDB) Partido Comunista do Brasil (PCdoB) Partido Ecológico Nacional (PEN) Partido Republicano da Ordem Social (PROS) Partido Socialista Brasileiro (PSB) Partido Social Cristão (PSC) Partido Trabalhista Cristão (PTC) Partido Trabalhista Nacional (PTN) Partido Progressista (PP) Partido da República (PR) Democratas (DEM) |
| 50 | Carlos Rogério       | PSOL    | Nestor Ribeiro          | PSOL    | — Partido Socialismo e Liberdade (PSOL) |
| 12 | José Ricardo         | PDT     | Celso Lins              | PDT     | — Partido Democrático Trabalhista (PDT) |
| 13 | Manoel               | PT      | Claudiomiro - Chocolate | PT      | — Partido dos Trabalhadores (PT) |
| 23 | Odílio (Pai do Ivon) | PPS     | Vanessa Barros          | PHS     | Liberdade, Palhoça, Liberdade Partido Popular Socialista (PPS) Partido Humanista da Solidariedade (PHS) Partido Renovador Trabalhista Brasileiro (PRTB) |

## Resultados

### Prefeito
| Candidato                  | Vice                         | 1º Turno 2 de outubro de 2016 | 1º Turno 2 de outubro de 2016 |
| Candidato                  | Vice                         | Votação                       | Votação                       |
|                            |                              | Porcentagem                   | Total                         |
| -------------------------- | ---------------------------- | ----------------------------- | ----------------------------- |
| Camilo Martins (PSD)       | Amaro Junior (PMDB)          | 63,12%                        | 51.267                        |
| Odílio (Pai do Ivon) (PPS) | Vanessa Barros (PHS)         | 17,84%                        | 14.487                        |
| Anderson - Jiraya (PRB)    | Robson (PSDB)                | 9,85%                         | 7.998                         |
| José Ricardo (PDT)         | Celso Lins (PDT)             | 4,47%                         | 3.633                         |
| Carlos Rogério (PSOL)      | Nestor Ribeiro (PSOL)        | 3,33%                         | 2.702                         |
| Manoel (PT)                | Claudiomiro - Chocolate (PT) | 1,40%                         | 1.140                         |
| Total de votos válidos     | Total de votos válidos       | 78,82%                        | 81.227                        |
| Votos em branco            | Votos em branco              | 8,68%                         | 8.947                         |
| Votos nulos                | Votos nulos                  | 12,49%                        | 12.874                        |
| Total                      | Total                        | 100,00%                       | 103.048                       |
| Abstenções                 | Abstenções                   | 9,65%                         | 11.012                        |
| Votos apurados             | Votos apurados               | 100,00%                       | 103.048                       |
| Total de eleitores         | Total de eleitores           | 100,00%                       | 114.060                       |

### Vereador
| Candidato                      | Partido | Porcentagem | Total |
| ------------------------------ | ------- | ----------- | ----- |
| Fabinho Coelho                 | PP      | 2,64%       | 2.372 |
| Pitanta                        | DEM     | 2,58%       | 2.317 |
| Moraes                         | PP      | 2,53%       | 2.277 |
| Joel Pakão                     | PSB     | 2,28%       | 2.050 |
| Jean Negão                     | PP      | 2,23%       | 2.002 |
| Rosiney Horácio                | PSD     | 2,21%       | 1.982 |
| Tavinho                        | PMDB    | 2,20%       | 1.981 |
| Nelsinho Martins Assist Social | PSD     | 2,15%       | 1.931 |
| Rodrigo Quintino               | PSB     | 2,09%       | 1.881 |
| Adelino Keka                   | PMDB    | 2,02%       | 1.817 |
| Bala                           | PSD     | 1,91%       | 1.716 |
| Neném Do Bertilo               | PSD     | 1,74%       | 1.564 |
| Elton                          | PMDB    | 1,55%       | 1.389 |
| Zana                           | PSB     | 1,52%       | 1.364 |
| Luciano Pereira                | PSB     | 1,45%       | 1.304 |
| Marquinho Do Pacheco           | PEN     | 1,14%       | 1.026 |
| André Xavier                   | PR      | 1,13%       | 1.020 |

| Votos válidos   | Votos válidos   | 89.875 | 87,22% |
| Votos nulos     | Votos nulos     | 6.993  | 6,79%  |
| Votos em branco | Votos em branco | 6.180  | 6,00%  |
| --------------- | --------------- | ------ | ------ |